# Сіднейський Марді Гра Фестиваль

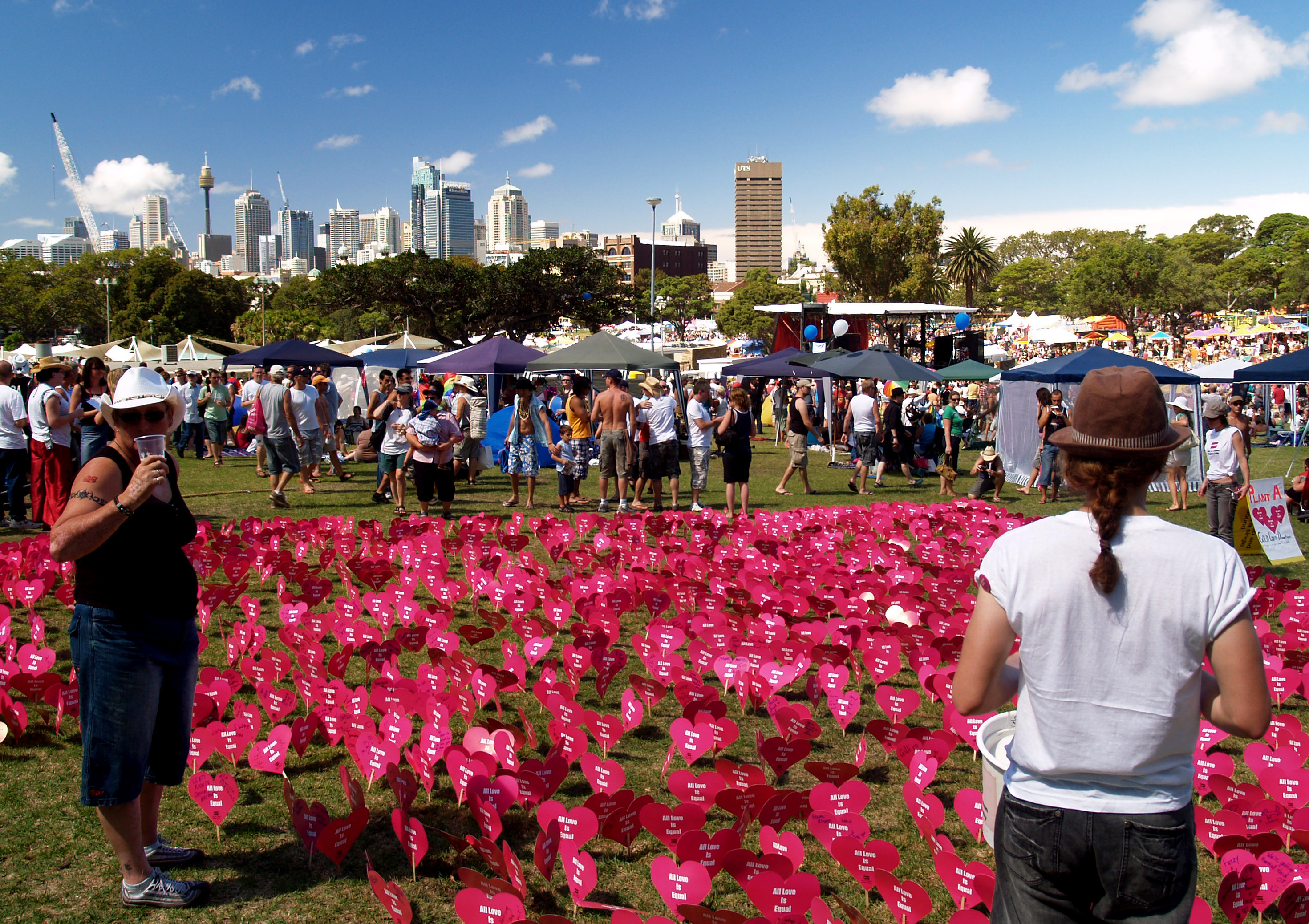
"Море сердець" на Fair Day 2007

Сідне́йський фестива́ль «Ма́рді Гра» (англ. Sydney Mardi Gras) — щорічний фестиваль ЛГБТ-культури, який проходить у лютому та березні в Сіднеї. Марді Гра приваблює велику кількість туристів зі всього світу, бо є одним із найбільших фестивалів у світі та включає в себе різноманітні заходи, такі як спортивні заходи (англ. Bondi Beach Drag Races), пляжні вечірки (англ. Harbour Party), лекції на ЛГБТ тематику (англ. Queer Thinking), кінофестиваль (англ. Mardi Gras Film Festival). Фестиваль розпочинається у другий четвер лютого днем справедливості на території Вікторія-Парку, котру відвідують понад 70.000 людей та закінчується в першу суботу березня найбільшим у світі прайдом та вечіркою (англ. Sydney Mardi Gras Parade and Party).

## День справедливості
День справедливості можна характеризувати, як день дружби, котрий є офіційним днем відкриття Марді Гра Фестивалю. В цей день всім, хто бажає, надається можливість познайомитись з гей-культурою, поспілкуватись з представниками ЛГБТ-спільноти, їх родичами та друзями. Щорічно Вікторія-парк відвідує біля 70.000 чоловік.

## Парад
Марді Гра Фестиваль закінчується щорічним "парадом гордості". У костюмованому параді беруть участь біля 8500 чоловік та біля 300 тис. глядачів. Різноманітні організації, представляють свої яскраво оформлені платформи. У параді беруть участь австралійські політичні партії та громадські організації,  Amnesty International, PFLAG, представники збройних сил, профспілок, рятувальників та пожежників, а також різноманітних ЗМІ та ін.
Маршрут параду, сягає 1,7 кілометри, та пролягає вздовж Оксфорд-стріт, далі по Фліндерс-стріт до Гайд-парку та повторює маршрут параду в День АНЗАК. Рух у цьому районі перекривається. Під час параду вздовж його маршруту розташовані глядацькі місця.
Парад традиційно починається з проїзду представниць «Dykes on Bikes» по Оксфорд-стріт, котрий часто супроводжується феєрверком.
Щорічно обирається командувач парадом (англ. -  Grand Marshal) людина, котра передає дух свята. У різні роки ними ставали:
- 2007 - актор Руперт Еверетт
- 2008 - актриса Маргарет Чо
- 2009 - олімпійський чемпіон  Метью Мітчем
- 2010 - модель Аманда Лепор
- 2011 - актриса Лілі Томлін

Не дивлячись на свою назву, "Марді Гра Парад" проводиться не у вівторок, а в суботу та ніяк не пов'язаний зі святом Марді Гра.

## Вечірка (фінал парада)
Нічна вечірка після параду є невід'ємною частиною Марді Гра. На сьогодні це одна з найбільших танцювальних подій в Австралії. Вечірка проводиться в будівлі Хорден Павільйон (англ. Hordern Pavilion) в районі Мур-парк (англ. Moore Park). Вперше вечірка пройшла в 1980 році. Тоді її відвідало 700 чоловік. В 1998 році подію відвідали рекордні 27.000 чоловік. Щорічно кількість людей, котрі купують квитки на вечірку приблизно від 17.000 до 20.000.
В 2010 році через помилку в плануванні фестивалю вечірка відбулась не в ніч після параду. В 2012 році на вечірці очікується 15.000 учасників.
Щорічно на вечірці дають концерти різноманітні зірки:
- 1990 - Сем Бекко, Марія Хайнс
- 1994 - Джон Пол Янг, Кайлі Міноуг
- 1995 - Бой Джордж
- 1996 - Труді Валентайн, Тельма Хьюстон
- 1997 - Чака Хан, Village People
- 1998 - Джиммі Самервілл, Кайлі Міноуг, Данні Міноуг
- 1999 - Данні Міноуг, Марсія Хайнс, Ерін Гамільтон, Джиммі Барнс
- 2001 - Ванесса Аморозі, Шина Істон, Крістін Ану
- 2002 - Human Nature, Bardot, Дебора Кокс
- 2003 - Сюзанн Палмер
- 2005 - Ніккі Френч, Даррен Хейз, Тіна Арена, Котрні ект
- 2006 -  Baby Marcelo,Джиммі Самервілл
- 2007 - Young Divas, Бой Джордж
- 2008 - Синді Лопер, Олівія Ньютон Джон
- 2009 - Елисон Джір, Тіна Арена
- 2010 - Джордж Майкл, Келлі Роланд, Адам Ламберт, Аманда Лепор
- 2011 - Уінтер Гордон, Алексіс Джордан, Френкі Наклз, Ларрі Ті, Марк Треворов
- 2012 -  Kylie Minogue, RuPaul, Sneaky Sound System, Shauna Jensen, Sam Sparro
- 2013 -  Loreen, Дельта Гудрем, Heather Small, The Presets, Jake Shears
- 2014 - Tina Arena, Courtney Act, Samantha Jade, Marcia Hines, Nathan Mahon, Adam George
- 2015 -  Данні Міноуг, Nick Jonas, Jessica Mauboy, Джейк Ширз, Betty Who, Rufus Wainwright, Courtney Act
- 2016 -  Conchita Wurst, Deborah Cox, Courtney Act, Kitty Glitter, Yo! MAFIA, Colin Gaff, Dirty Pop

## Освячення
Щороку видається спеціальний гід, котрий освячує події, котрі будуть відбуватись на фестивалі. Окрім цього в 1995, 1997, 2002 та 2003 роках було випущено спеціальне багатодискове видання компіляцій і сетів з усіх вечірок фестивалю.
Марді Гра Парад широко пропагується в ЗМІ. В 2011 році він транслювався по радіо Joy 94,9 FM, Мельбурн и 2SER 107,3 FM, Сідней. Парад був також в повному об'ємі показаний в прямому ефірі на каналі Arena (FOXTEL). Ведучими трансляції були: танцівник Луї Спенс («Коти»), телеведучі Шарлотта Доусон («Топ-модель по-австралійському») і Рубі Роуз («MTV Australia»), а також олімпійський чемпіон Метью Мітчем і комедійна актриса Каролін Рід (в образі «Пэм Энн»). Парад також транслювався по радіо через австралійську супутникову радіомережу (CBAA).

## Критика
Марді Гра Фестиваль постійно зазнає критики різноманітних релігійних організацій з причини, за їх думкою, підриву традиційних християнських цінностей. Колишній міністр та Член Законодавчої Ради штату Новий Південний Уельс, представник Об'єднаної Церкви Австралії Фред Ніл прославився тим, що він щорічно молиться про дощ в день параду. 
З найбільш серйозною критикою Марді Гра Фестиваль зіштовхнувся в перші роки спалаху захворювання СНІДом, а також в 1994 році, коли канал Australian Broadcasting Corporation вперше показав Марді Гра Парад по телебаченню.